# Кервенсвілл (Пенсільванія)
Кервенсвілл (англ. Curwensville) — місто (англ. borough) в США, в окрузі Клірфілд штату Пенсільванія. Населення — 2567 осіб (2020).

## Географія
Кервенсвілл розташований за координатами 40°58′22″ пн. ш. 78°31′6″ зх. д. / 40.97278° пн. ш. 78.51833° зх. д. (40.972743, -78.518425).  За даними Бюро перепису населення США в 2010 році місто мало площу 6,04 км², з яких 5,77 км² — суходіл та 0,27 км² — водойми.

## Демографія
Згідно з переписом 2010 року, у селищі мешкали 2542 особи в 1070 домогосподарствах у складі 698 родин. Густота населення становила 421 особа/км².  Було 1192 помешкання (197/км²).
Расовий склад населення:
| - 98,7 % — білих - 0,5 % — чорних або афроамериканців - 0,1 % — корінних американців - 0,1 % — азіатів |

До двох чи більше рас належало 0,6 %. Частка іспаномовних становила 0,2 % від усіх жителів.
За віковим діапазоном населення розподілялося таким чином: 20,8 % — особи молодші 18 років, 56,8 % — особи у віці 18—64 років, 22,4 % — особи у віці 65 років та старші. Медіана віку мешканця становила 44,4 року. На 100 осіб жіночої статі у селищі припадало 87,0 чоловіків;  на 100 жінок у віці від 18 років та старших — 81,3 чоловіків також старших 18 років.
Середній дохід на одне домашнє господарство  становив 44 379 доларів США (медіана — 35 689), а середній дохід на одну сім'ю — 52 915 доларів (медіана — 45 441). Медіана доходів становила 35 152 долари для чоловіків та 30 638 доларів для жінок. За межею бідності перебувало 17,8 % осіб, у тому числі 29,2 % дітей у віці до 18 років та 8,1 % осіб у віці 65 років та старших.
Цивільне працевлаштоване населення становило 1100 осіб. Основні галузі зайнятості: освіта, охорона здоров'я та соціальна допомога — 18,7 %, роздрібна торгівля — 16,9 %, мистецтво, розваги та відпочинок — 11,4 %, виробництво — 9,6 %.